# 월드 북 클럽
월드 북 클럽(World Book Club)은 BBC 월드 서비스의 라디오 프로그램이다. 각 프로그램 에디션은 매월 첫 번째 토요일이 방송되며 그 다음 이어지는 월요일에 반복 방송된다. 한 유명한 저자가 자신의 책들 중 한 권에 관해 논한다. 방송이 2002년부터 시작된 이래로 해리엇 길버트가 맡고 있다.

## 작가와 책
- 요 네스뵈 - 레드브레스트
- 베른하르트 슐링크 - 더 리더
- 데이먼 갤것 - 데이먼 갤것
- 데이비드 미첼 (작가) - 클라우드 아틀라스 (소설)
- 존 보인 - 줄무늬 파자마를 입은 소년
- 귄터 그라스 - 양철북
- 치마만다 응고지 아디치에 - 태양은 노랗게 타오른다
- 토니 모리슨 - 빌러비드 (소설)
- 앨리스 워커 - 더 컬러 퍼플
- 할레드 호세이니 - 연을 쫓는 아이
- 움베르토 에코 - 장미의 이름
- 어빈 웰시 - 트레인스포팅 (소설)
- 리처드 도킨스 - 이기적 유전자
- 월레 소잉카 - 월레 소잉카
- 이언 뱅크스 - 말벌공장
- 얀 마텔 - 파이 이야기
- 커트 보니것 - 제5도살장
- 오르한 파무크 - 내 이름은 빨강
- 필립 풀먼 - 황금나침반 (소설)
- 살만 루슈디 - 한밤의 아이들
- 이언 매큐언 - 속죄 (이언 매큐언의 소설)
- 파울로 코엘료 - 연금술사 (소설)
- 가즈오 이시구로 - 남아 있는 나날
- 아모스 오즈 - 연금술사 (소설)
- 트레이시 슈발리에 - 진주 귀고리 소녀 (소설)
- 저메인 그리어 - 여성, 거세당하다
- 줄리언 반스 - 플로베르의 앵무새
- 마거릿 애트우드 - 시녀 이야기
- 아룬다티 로이 - 작은 것들의 신 (소설)